# Johann Nepomuk Scheiringer
Johann Nepomuk Scheiringer (4. dubna 1855 Vídeň – 20. srpna 1934 Linec) byl rakouský architekt.

## Život
Johann Scheiringer se narodil jako jedináček v rodině úředníka ve Vídni. Po ukončení studia na vyšší reálce začal studium v letech 1872–1877 na Technické univerzitě ve Vídni. Jeho učitelé byli Heinrich von Ferstel a Karl König. V letech 1877–1880 studoval na Akademii výtvarného umění ve Vídni u Theophila von Hansena. Během studií získal několik ocenění. Praxi vykonal v roce 1880 u stavební firmy Hampel v Rumburku. Od počátku 90. let 19. století pracoval Johann Scheiringer pro městský stavební úřad (1890–1918), také jako stavební rada. Jeho tvorba byla změřená na sociální a industriální stavby.
Johann Scheiringer byl dvakrát ženatý. S první ženou Aloisií Heisslerovou (1866–1927) uzavřel sňatek v roce 1888, po její smrti se znovu oženil v roce 1928 s Marií Hauptovou (1878–1918). Přestože prožil celý svůj život ve Vídni, několik měsíců před svou smrtí se přestěhoval do Lince, kde zemřel ve věku 79 let. Jeho ostatky byly převezeny do Vídně a byl pochován v rodinné hrobce v Hietzingeru.

### Vyznamenání
- Zlatý kříž za zásluhy s korunou (1902)
- Rytířský kříž Řád Františka Josefa (1913)

## Dílo

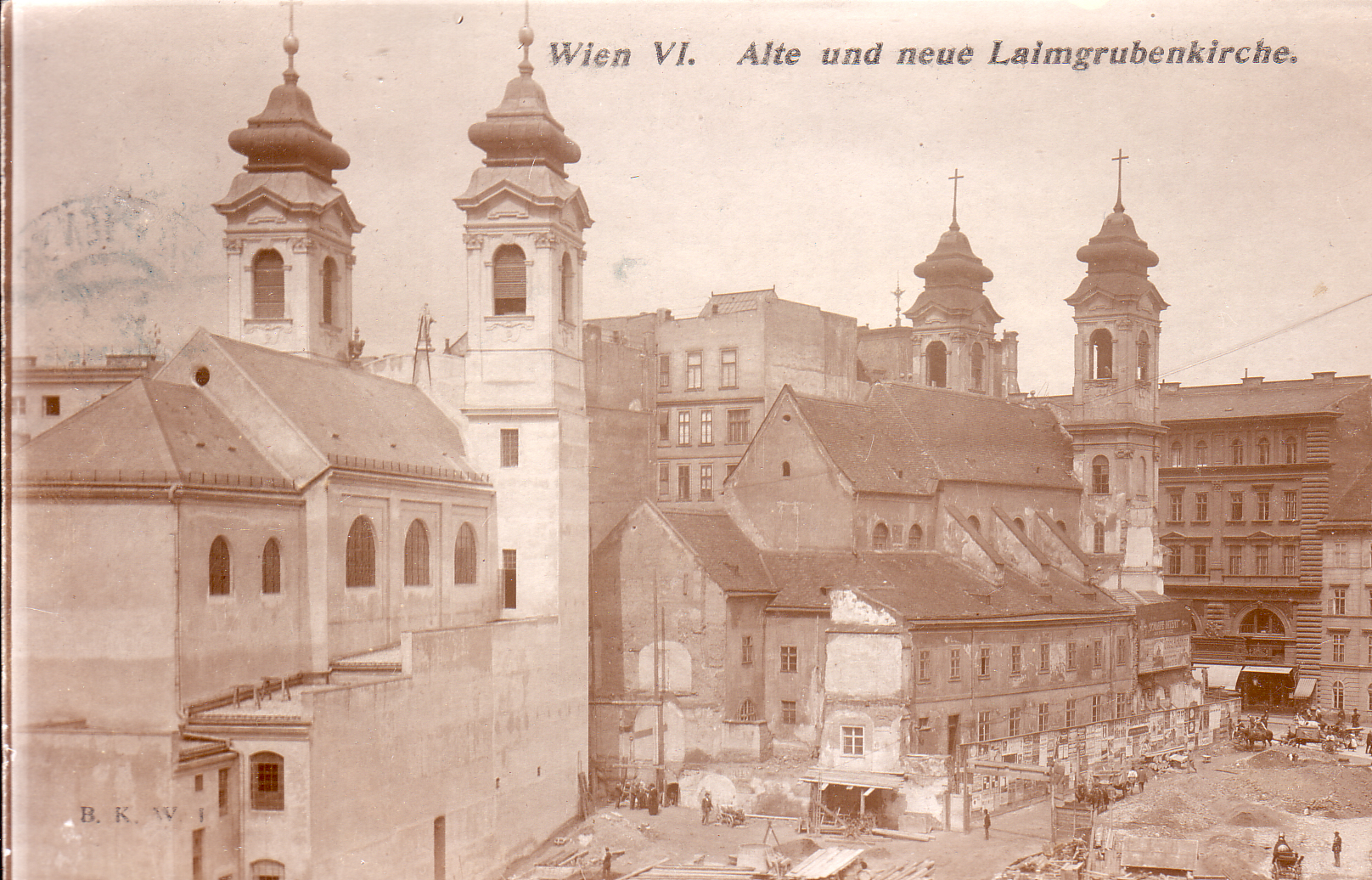
Starý a nový kostel sv. Josefa v Laimgrube.

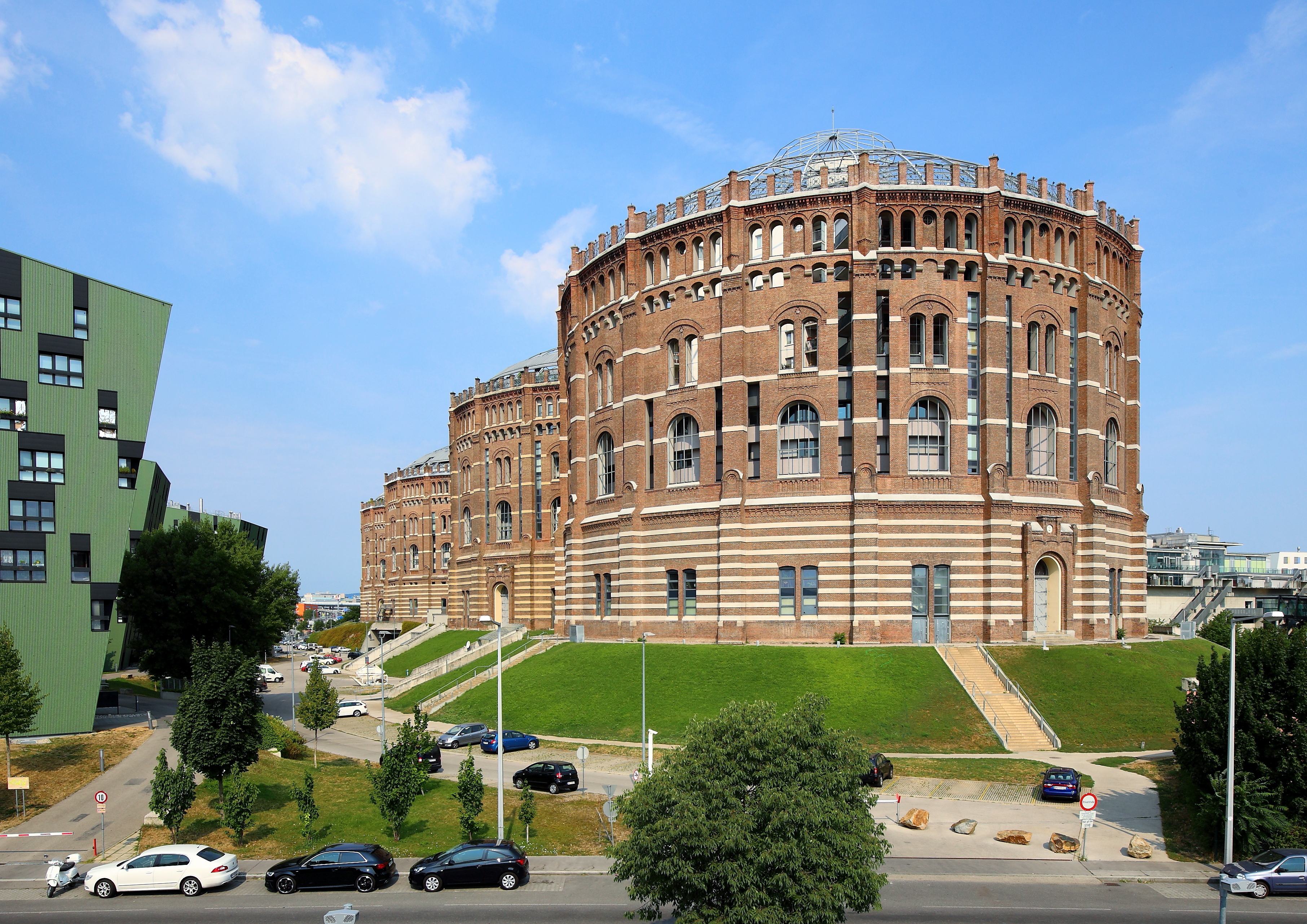
Revitalizované plynojemy v 11. vídeňském obvodu Simmering.

Ve Vídní se angažoval ve výstavbě řady domů a průmyslových staveb jako plynárny v Simmeringu, vodárenské věže (Wasserturm Favoriten), elektrárny v Simmeringu nebo "přesunu" kostela sv. Josefa v Laimgrubenu. Kostel musel ustoupit nové komunikaci. Část interiéru byla přenesena do nového rekonstruovaného kostela. Za citlivou stavbu byl oceněn v roce 1907 císařskou pochvalou. Navrhl také pro interiéry lustry, plynové lucerny (kandelábry) pro Vídeň, které byly převzaty i jinými městy.

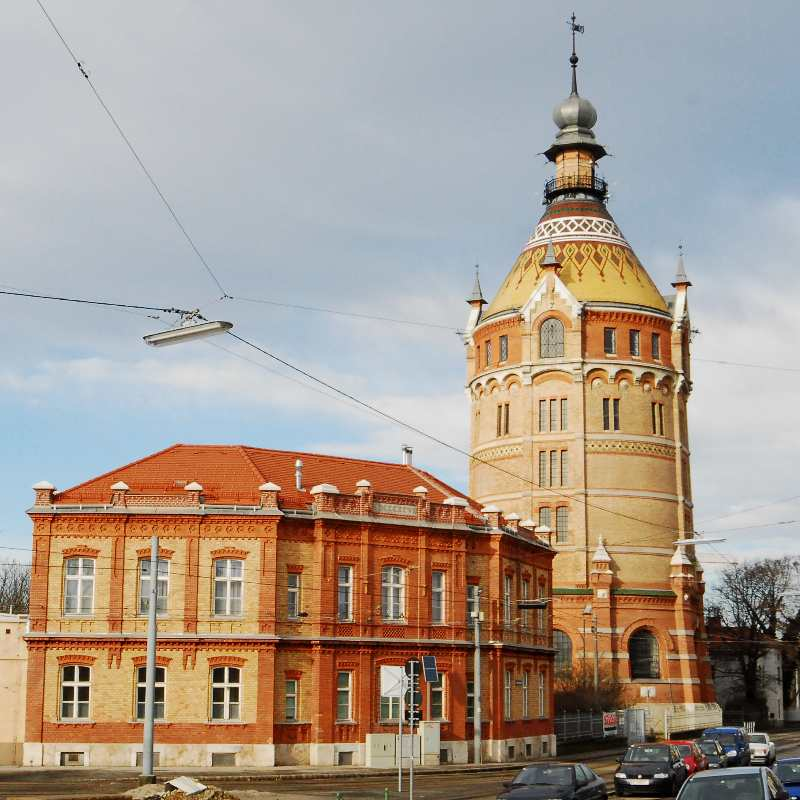
Vodárenská věž ve 10. vídeňském obvodu (Favoriten).

- 1893–1895 Umělecko-průmyslové muzeum v Opavě (s Johannem Scheiringerem) dnes Slezské zemské muzeum. Kulturní památka České republiky.[3] Reprezentativní symetrická stavba s kopulí, představuje klasicizující neorenesanci.[4]
- 1896 evangelický kostel v Opavě (druhá cena v soutěži s Johannem Scheiringerem, nerealizováno).[2]
- 1902 kasárna císaře Františka Josefa, Hütteldorfer Straße 188, Vídeň 14, dnes sanatorium (Pflegeheim Baumgarten).
- 1902–1904 kostel a špitál sv. Karla Boromejského, Versorgungsheimplatz 1, Vídeň 13.
- 1908–1913 Jubilejní nemocnice císaře Františka Josefa, Wolkersbergenstraße 1, Vídeň 13, (dříve nemocnice v Lainz nyní nemocnice v Hietzing).
- 1895–1899 plynárna v Simmeringu (Gasometr), Eyzinggasse 12, Vídeň 12, čtyři plynárenské věže v připomínají románské křtitelnice. Byly v provozu od roku 1899 do 1975. V roce 1999–2001 byly revitalizovány a jsou využívány pro smíšené bydlení, studentské bydlení, kanceláře, nákupní centra a kino. Skládá se z apartmánů, studentské rezidence, kanceláří, nákupních center a kina, od roku 2011 centrum hudby a městský archív.
- 1897–1899 vodárenská věž (Wasserturm Favoriten), Windtenstraße 3, Vídeň 10, (technické plány Franz Borkowitz). Věž je vysoká 67 m, uvnitř je 203 m dlouhé schodiště ve tvaru šroubovice. Nádrže mohly pojmout 1000 m3 vody. Vedle vodárenské věže byla budova kotelny s dvěma parními čerpadly.
- 1900–1902 budovy elektrárny, Haidequerstraße 1, Vídeň 11
- 1902 administrativní budova městské elektrárny, Rahlgasse 3, Vídeň 6 (s Juliem Fröhlichem)
- 1906–1904 rekonstrukce kostela sv. Josefa v Laimgrubenu, Windmühlgasse 3, Vídeň 6.